# Дани азањске погаче
Дани азањске погаче је манифестација која се одржава сваке године у августу у Азањи, селу поред Смедеревске Паланке. Манифестација је установљена 1996. године, а осмислио ју је мештанин Драгомир Павловић поводом завршетка жетванских радова.
Слава Азање је Трнова Петка. Поред традиционалног вашара од пре неколико година и смотра погача, пољопривредних производа и белог веза. Домаћице се такмиче која ће умесити укуснију и лепшу погачу. Погаче се излажу у задужбини проф. др Радмиле Милентијевић.
Поред такмичења у избору најлепше погаче, одржава се и годишња скупштина Завичајног удружења Азања.